# Amherst (Nuevo Hampshire)
Amherst es un pueblo ubicado en el condado de Hillsborough en el estado estadounidense de Nuevo Hampshire. En el Censo de 2010 tenía una población de 11.201 habitantes y una densidad poblacional de 124,59 personas por km².

## Geografía
Amherst se encuentra ubicado en las coordenadas 42°52′30″N 71°36′2″O / 42.87500, -71.60056. Según la Oficina del Censo de los Estados Unidos, Amherst tiene una superficie total de 89,91 km², de la cual 88,55 km² corresponden a tierra firme y (1,51%) 1,36 km² es agua.

## Demografía
Según el censo de 2010, había 11.201 personas residiendo en Amherst. La densidad de población era de 124,59 hab./km². De los 11.201 habitantes, Amherst estaba compuesto por el 95,82% blancos, el 0,49% eran negros, el 0,13% eran amerindios, el 1,7% eran asiáticos, el 0,04% eran isleños del Pacífico, el 0,36% eran de otras razas y el 1,46% pertenecían a dos o más razas. Del total de la población el 1,95% eran hispanos o latinos de cualquier raza.